# Виткаускас, Винцас Иосифович
Винцас Иосифович Виткаускас (лит. Vincas Vitkauskas; 4 октября 1890, Ужбаляй — 3 марта 1965, Каунас) — литовский и советский военачальник, дивизионный генерал (1939) литовской армии, генерал-лейтенант (1940) РККА.

## В Российской империи
Родился в семье крестьянина. С юности отличался левыми взглядами. Из-за тяжёлого материального положения семьи трудился в родительском хозяйстве, образование получал экстерном в гимназиях в Мариямполе и в Вилкавишкисе. Во время учёбы подрабатывал репетитором. В 1914 году окончил гимназию в Орле. В 1914—1916 годах студент Московского университета, одновременно посещал Императорское Строгановское Центральное художественно-промышленное училище. С июня 1916 года в Русской императорской армии, обучался в Алексеевском военном училище, окончил ускоренный курс в декабре этого года и направлен в 193-й запасной пехотный полк (Хамовники). С января по март 1917 года учился на пулемётных курсах в Ораниенбаумской офицерской стрелковой школе. С марта 1917 года служил в 59-м пехотном полку в Воронеже, затем командовал пулемётным взводом в 5-м пехотном полку 9-й армии на Румынском фронте. К концу 1917 года он был назначен командиром пулемётной роты и произведён в подпоручики. Участник Первой мировой войны. Демобилизован в феврале 1918 года.

## В Литве
Из-за боевых действий почти весь 1918 год провёл в Киеве, только в октябре смог добраться до Литвы. Был комендантом Волковышского уезда, организовал отряд самообороны. В феврале 1919 года добровольцем вступил в недавно созданную Литовскую армию. В годы Гражданской войны и войны за независимость Литвы воевал против формирований П. Р. Бермондт-Авалова, против РККА и против польских войск. Сначала был назначен военным комендантом города Расейняй. Однако в том же 1919 году был захвачен в плен и расстрелян его брат Юозас Виткаускас, служивший в Красной Армии. После этого Винцас Виткаускас был снят с должности, в январе 1920 года назначен командиром пулемётной роты в 7-й пехотный полк, в июле — командиром батальона. Отличился в сражении на Немане в сентябре 1920 года, был ранен. В январе 1921 года опять назначен командиром роты 7-го пехотного полка.
С октября 1922 года служил начальником штаба Литовской местной бригады — добровольческого военизированного формирования, созданного для охранной и караульной службы в тылу. В 1923 году окончил Высшие офицерские курсы, участвовал в Клайпедском восстании в январе 1923 года.
С февраля 1925 года — командир 9-го пехотного полка имени Литовского князя Витяниса (полк стоял в Мариямполе). С мая 1927 года — преподаватель Высших офицерских курсов, с апреля по ноябрь 1929 года стажировался в рейхсвере в Германии. С июля 1930 года служил в Генеральном штабе Войска Литовского инспектором пехоты. Учился на юридическом факультете Каунасского университета, но экзамены не сдавал и диплом не получил. С апреля 1934 года — инспектор армии. С апреля 1939 года — командир 1-й пехотной дивизии, с которой в октябре 1939 года участвовал в занятии Виленского края. 

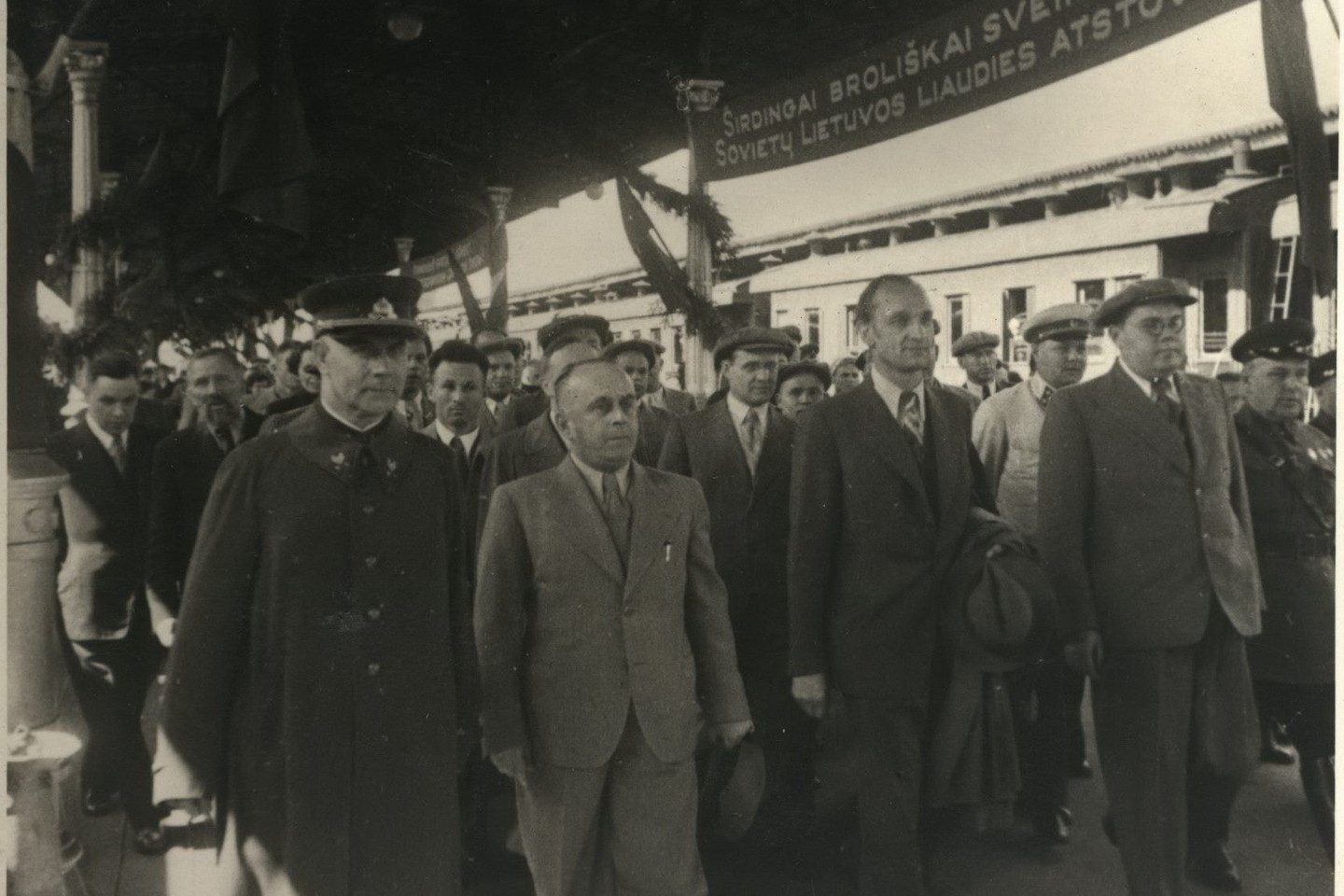
В. И. Виткаускас в первом ряду слева: члены Полномочной комиссии Народного сейма, приехавшие в Москву и привезшие декларацию с просьбой о присоединении Литвы к Советскому Союзу.

22 января 1940 года президентом Сметоной назначен командующим Литовской армией вместо генерала Раштикиса. Состоял в этой должности до принятия Литвой 15 июня 1940 года советского ультиматума о передаче власти Народному правительству. На совещании у президента Сметоны в ночь с 14 на 15 июня 1940 года высказался за принятие ультиматума, а также поддержал решение Сметоны передать полномочия президента Меркису и немедленно покинуть страну. В июне-июле 1940 года — министр обороны Народного правительства Литвы, в июле-августе 1940 года — командующий Литовской народной армией. При вступлении советских войск в Литву отдал приказ не оказывать им вооружённого сопротивления. В июле был избран в Народный Сейм, голосовавший за присоединение Литвы к Советскому Союзу. Затем в составе литовской делегации выехал в Москву для передачи просьбы о принятии Литвы в состав СССР. В августе был председателем ликвидационной комиссии Министерства обороны Литвы.

## В СССР
После присоединения Литвы к СССР в августе 1940 года назначен командиром 29-го территориального стрелкового корпуса, созданного на основе формирований бывшей литовской армии. Воинское звание генерал-лейтенант ему было присвоено 29 декабря 1940 года, причем он стал единственным литовским генералом, которому было присвоено это звание, все остальные стали только генерал-майорами. 14 июня 1941 года сдал командование корпусом генералу А. Г. Самохину и был направлен на учёбу на курсы усовершенствования высшего начсостава при Академии Генерального штаба РККА имени К. Е. Ворошилова. Один из немногих бывших литовских генералов на советской службе, кто не был арестован летом 1941 года.
С 1942 года — преподаватель Высшей военной академии имени К. Е. Ворошилова.
В январе 1946 года переехал в Литовскую ССР, назначен начальником военной кафедры Каунасского университета, а после его преобразования в 1950 году — Каунасского политехнического института (был им до 1954 года). С августа 1954 года в запасе по возрасту.
Депутат Верховного Совета СССР 1-3 созывов (1941—1954). В 1946—1954 годах депутат Верховного Совета Литовской ССР 2—3 созывов. Член ВКП(б) с 1950 года.
Занимался литературной деятельностью, автор книги мемуаров, многочисленных статей по военным вопросам и трёх книг стихов для детей. Переводил на литовский язык произведения русских авторов, в том числе пьесы А. Н. Островского.
Скончался в Каунасе, похоронен на Пятрашюнском кладбище.

## Воинские звания
- Прапорщик (Россия, 1916)
- Подпоручик (1917)
- капитан (Литва, октябрь 1919)
- майор (18.03.1923)
- подполковник (18.02.1926)
- полковник (1930)
- Бригадный генерал (22.11.1935)
- Дивизионный генерал (13.06.1939)
- Генерал-лейтенант (СССР, 29.12.1940)

## Награды

### Награды Литвы
- Командорский крест ордена Витаутаса Великого (Литва, 1930)[4]
- Командорский крест ордена Великого князя Литовского Гядиминаса (Литва, 1934)[4]
- Рыцарский крест ордена Креста Витиса (Литва, 1920)[4]
- Офицерский крест ордена Креста Витиса (Литва, 1926)[4]
- Звезда стрелков (Литва, 1938)[4]
- Медаль Независимости Литвы (Литва, 1928)[4]
- Медаль Освобождения Клайпеды (Литва, 1929)[4]

### Награда Латвии
- Командор ордена Трёх звёзд (Латвия, 1938)[4]

### Награды СССР
- Орден Ленина (СССР, 1950)[4]
- Орден Отечественной войны I степени (СССР, 08.04.1947)[4]
- Орден Красной Звезды (СССР, 23.04.1945)[4][5]
- Медали СССР

## Сочинения
- Виткаускас Винцас. Сочинения (статьи, литературные наброски, выступления). — Вильнюс: Минтис, 1988. — 171 с. — ISBN 5-417-00039-6.
- Виткаускас Винцас. Цветочки: Стихи. — Вильнюс: Витурис, 1985.
- Lietuviai, į kovą prieš fašizmą!, Generolo leitenanto Vinco Vitkausko kalba, pasakyta lietuvių tautos atstovų mitinge Maskvoje 1942 m. balandžio mėn. 23 d. — М., 1942.